# Efigênio Sales
Efigênio Ferreira de Salles, mais conhecido como Efigênio Sales (Serro, 16 de agosto de 1877 — 12 de outubro de 1939) foi um professor e político brasileiro radicado no Amazonas.
Foi governador do Amazonas de 1926 a 1929, além de deputado federal e senador.